# Asuka Ōta
Asuka Hayazaki (早崎 あすか Hayazaki Asuka?) es una compositora de videojuegos que ha estado trabajando para Nintendo desde 2004. Una de sus influencias en su trabajo es Kōji Kondō. Cabe señalar que trabajó como asistente de Kazumi Totaka en el videojuego Animal Crossing: Wild World, lanzado para Nintendo DS el año 2005. Su nombre de soltera es Ōta (大田).

## Discografía

### Bandas sonoras de videojuegos
Como Asuka Ōta
- The Legend of Zelda: Four Swords Adventures (con Kōji Kondō) (2004)
- Yoshi Touch & Go con (Tōru Minegishi y Kazumi Totaka) (2005)
- Animal Crossing: Wild World (con Kazumi Totaka) (2005)
- New Super Mario Bros. (con Hajime Wakai y Kōji Kondō) (2006)
- The Legend of Zelda: Twilight Princess (con Tōru Minegishi y Kōji Kondō) (2006)
- Super Smash Bros. Brawl (con varios compositores) (2008)
- Mario Kart Wii (con Ryo Nagamatsu) (2008)
- Wii Fit Plus (2009)

Como Asuka Hayazaki
- Nintendogs + Cats (2011)
- Super Mario 3D Land (2011) (con Mahito Yokota y Takeshi Hama)
- Pikmin 3 (con Hajime Wakai y Atsuko Asahi) (2013)
- The Legend of Zelda: The Wind Waker HD (arreglos) (con Kenta Nagata, Hajime Wakai y Atsuko Asahi) (2013)
- Super Smash Bros. for Wii U (arreglos) (con varios compositores) (2015)
- Super Mario Maker (con Koji Kondo y Naoto Kubo) (2015)
- Star Fox Zero (soporte de sonido) (con Ryoji Yoshitomi) (2016)
- Mario Kart 8 Deluxe (con varios compositores) (2017)
- Splatoon 2 (versión 4.0.0.) (con Toru Minegishi y Ryo Nagamatsu) (2018)
- Ring Fit Adventure (con Shinji Ushiroda, Maasa Miyoshi y Shiho Fujii) (2019)
- Mario Kart 8 Deluxe – Pase de pistas extras (con varios más) (2022-2023)
- Pikmin 4 (con Kenta Nagata y Soshi Abe) (2023)
- Pase de expansión de Splatoon 3 – La cara del orden (con varios más) (2024)

- Datos: Q3269801